# L'Adoration des bergers (Fragonard)
Pour les articles homonymes, voir L'Adoration des bergers.
L'Adoration des bergers est une peinture de Jean-Honoré Fragonard datée de 1775, d'abord attribuée à François Boucher. Elle est considérée comme le pendant du Verrou. La toile est exposée au Louvre depuis 1988, offerte au musée par les époux Roberto Polo.